# Éguilly-sous-Bois
Éguilly-sous-Bois é uma comuna francesa na região administrativa de Grande Leste, no departamento de Aube. Estende-se por uma área de 10,11 km². Em 2010 a comuna tinha 118 habitantes (densidade: 11,7 hab./km²).